# 神鹿县
神鹿县，中国古县名。
渤海国时设置，治所在今吉林省临江市西南葫芦套村对岸长城里。为神州、西京鸭渌府治。辽代改为弘闻县。 